# Chartreuse Saint-Jean du Liget

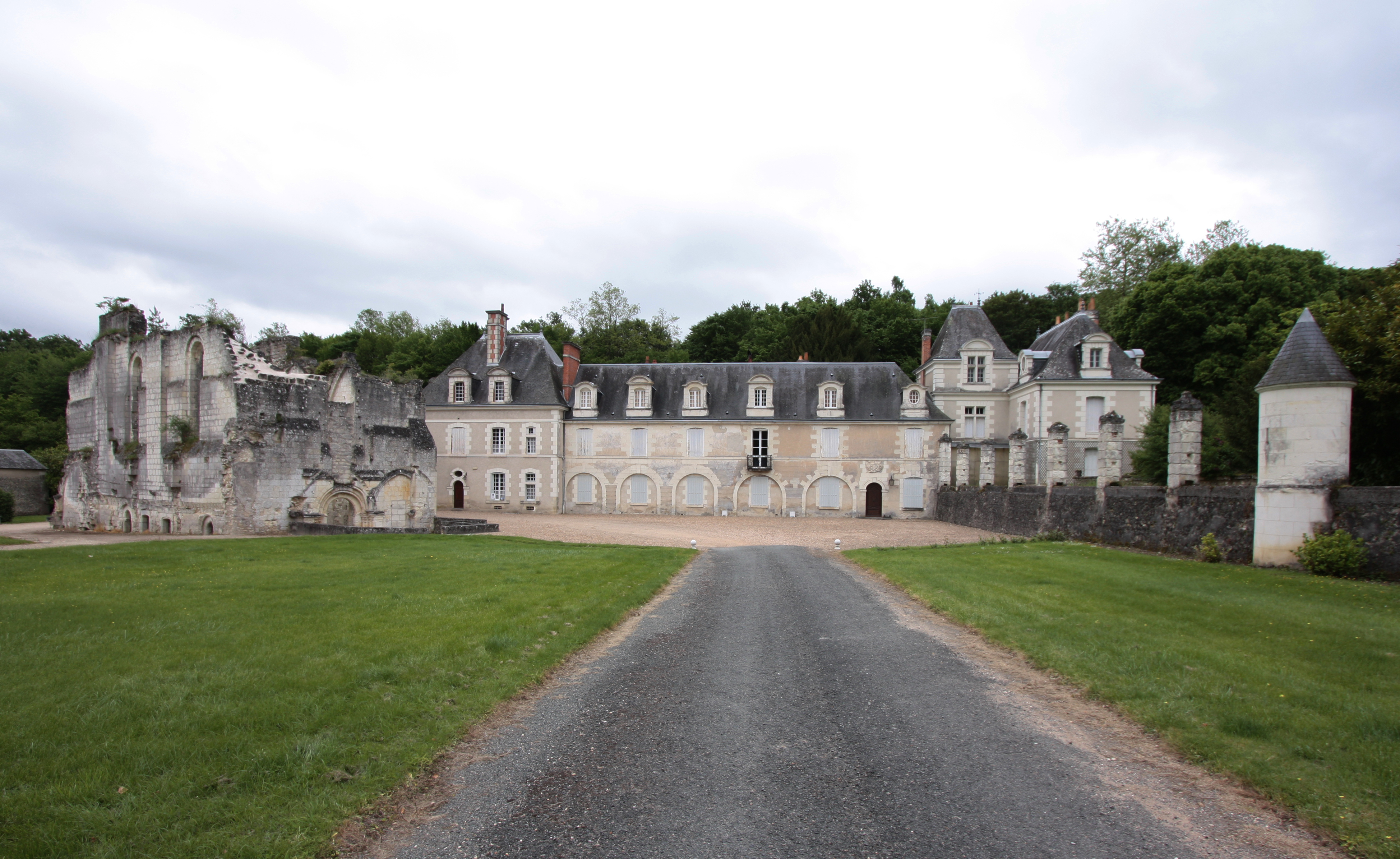
Wirtschaftsgebäude und Kirchenruine der Chartreuse Saint-Jean du Liget

Das ehemalige Kartäuserkloster Chartreuse Saint-Jean du Liget gehört zur französischen Gemeinde Chemillé-sur-Indrois im Département Indre-et-Loire. Die Reste der Anlage sind heute Teil einer privaten Domäne in einem Tal an der Straße von Montrésor nach Loches.

## Gründung
Gegründet hat das Kloster der englische König Heinrich II., Graf von Anjou. Nach einer früher über dem Eingang der Kartause angebrachten Inschrift wollte er damit den von ihm angestifteten Mord an seinem Kanzler Thomas Becket, Erzbischof von Canterbury, sühnen. Die Hinweise auf den Zeitpunkt der Gründung sind nicht ganz zweifelsfrei und deuten auf das Jahr 1178 oder auch auf 1188/1189 hin.
Die Französische Revolution hat nur wenig von der einst so imposanten Anlage übrig gelassen. An die Zeit der Gründung im 12. Jahrhundert erinnert heute auf dem weitläufigen Gelände nur noch die Ruine der Klosterkirche. Die noch erhaltenen Teile, das Tor, der Westflügel der Klosteranlage sowie die Wirtschaftsgebäude, stammen hauptsächlich aus dem 18. Jahrhundert.

## Wirtschaftshof
Das monumentale Portal, das den Besucher empfängt, hat außen und innen jeweils ein Tympanon mit Reliefs, die den Heiligen Bruno, den Gründer des Kartäuserordens, sowie Johannes den Täufer darstellen.
Auf dem Weg hinab stehen rechts und links des nächsten Durchganges zwei Pavillons, ebenfalls aus dem 18. Jahrhundert. Der linke war für den Portier, der rechte diente als Speisesaal für weibliche Gäste. Etwas weiter stehen linkerhand auf einer Terrasse noch die ehemaligen Nebengebäuden; dort befanden sich Schreinerei, Glaserei, Schmiede, Bäckerei sowie die Personalküchen.
Am Boden der Senke, links vor dem immer noch eindrucksvollen Wirtschaftsgebäude, steht die von Ost nach West ausgerichtete Kirchenruine aus der Zeit der Gründung. Erhalten sind nur noch die Mauern des Kirchenschiffes. Die intakte Pforte hat noch ihren Rundbogen, und von ihrem kleinen Vorraum sind noch Fragmente vorhanden.

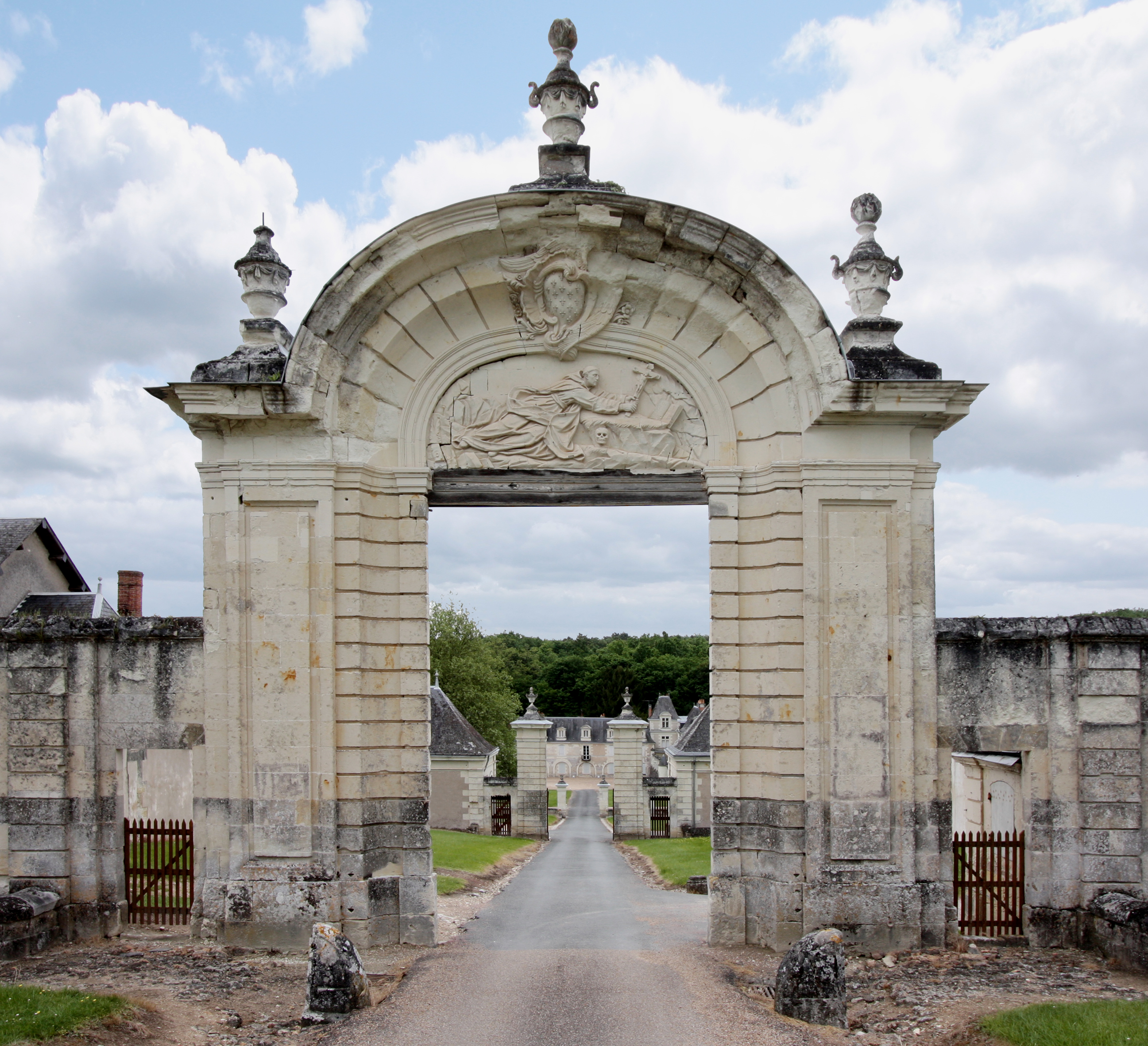
Historisches Portal
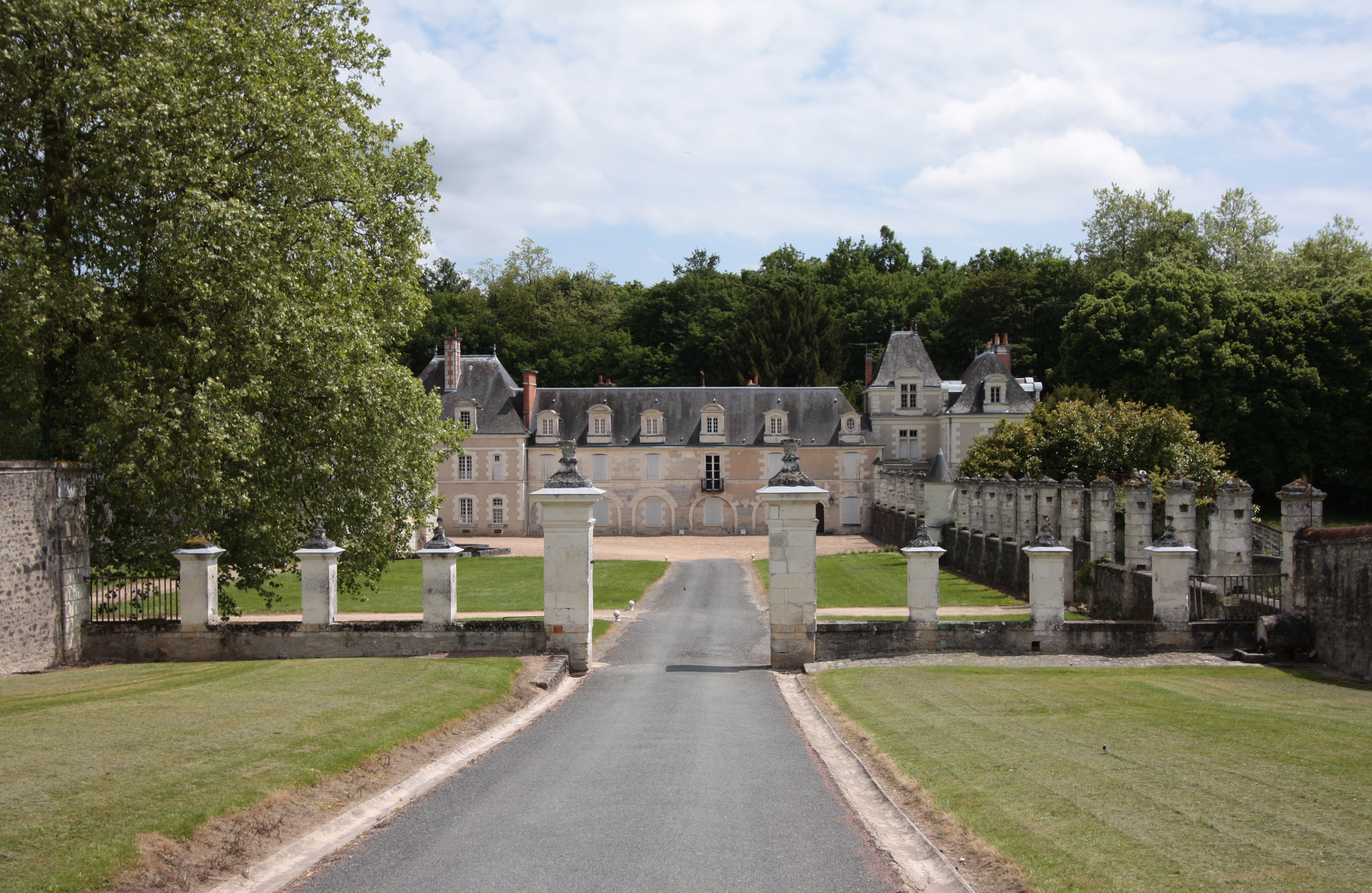
Zugang zum Wirtschaftshof
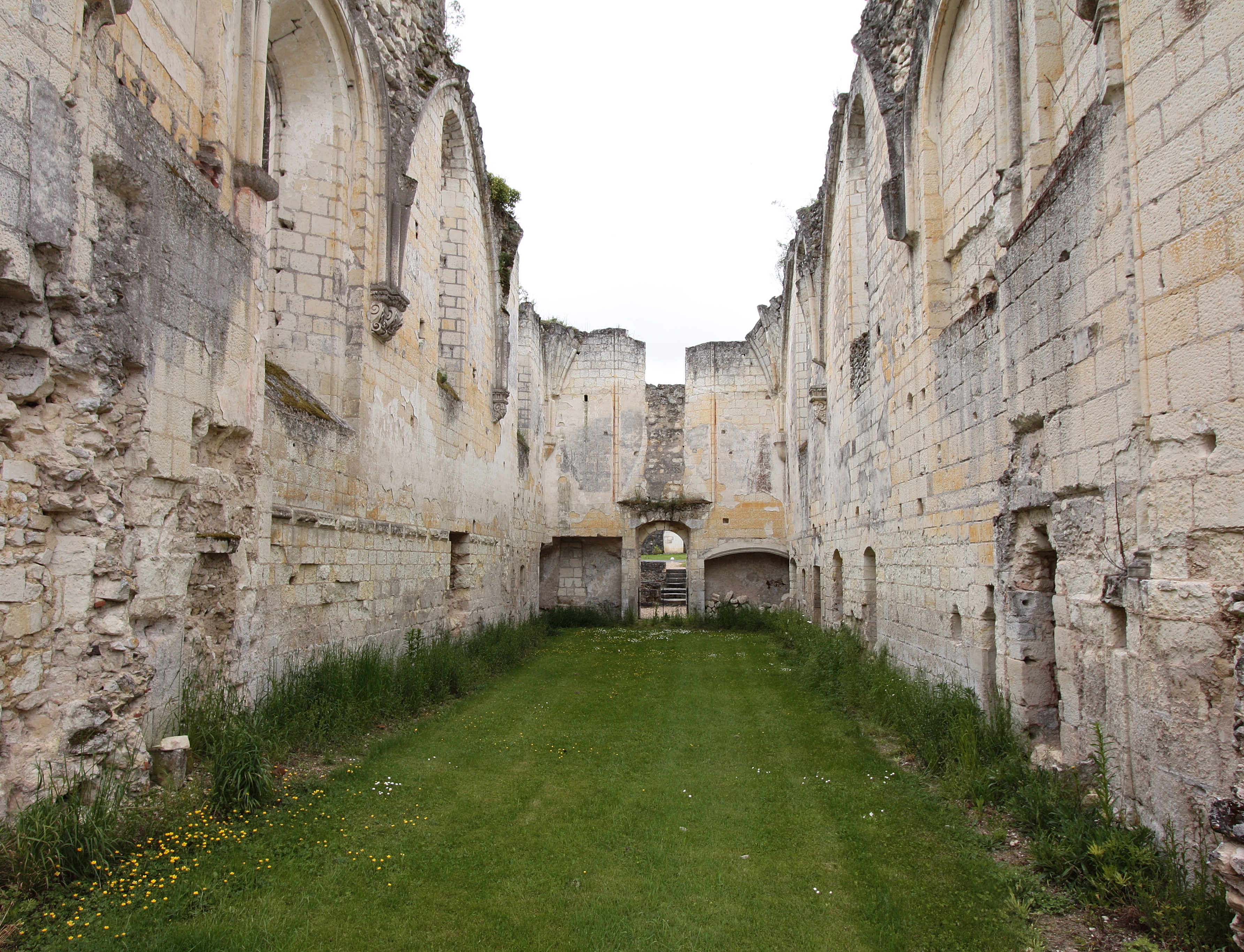
Innenraum der Kirchenruine

## Klosteranlage

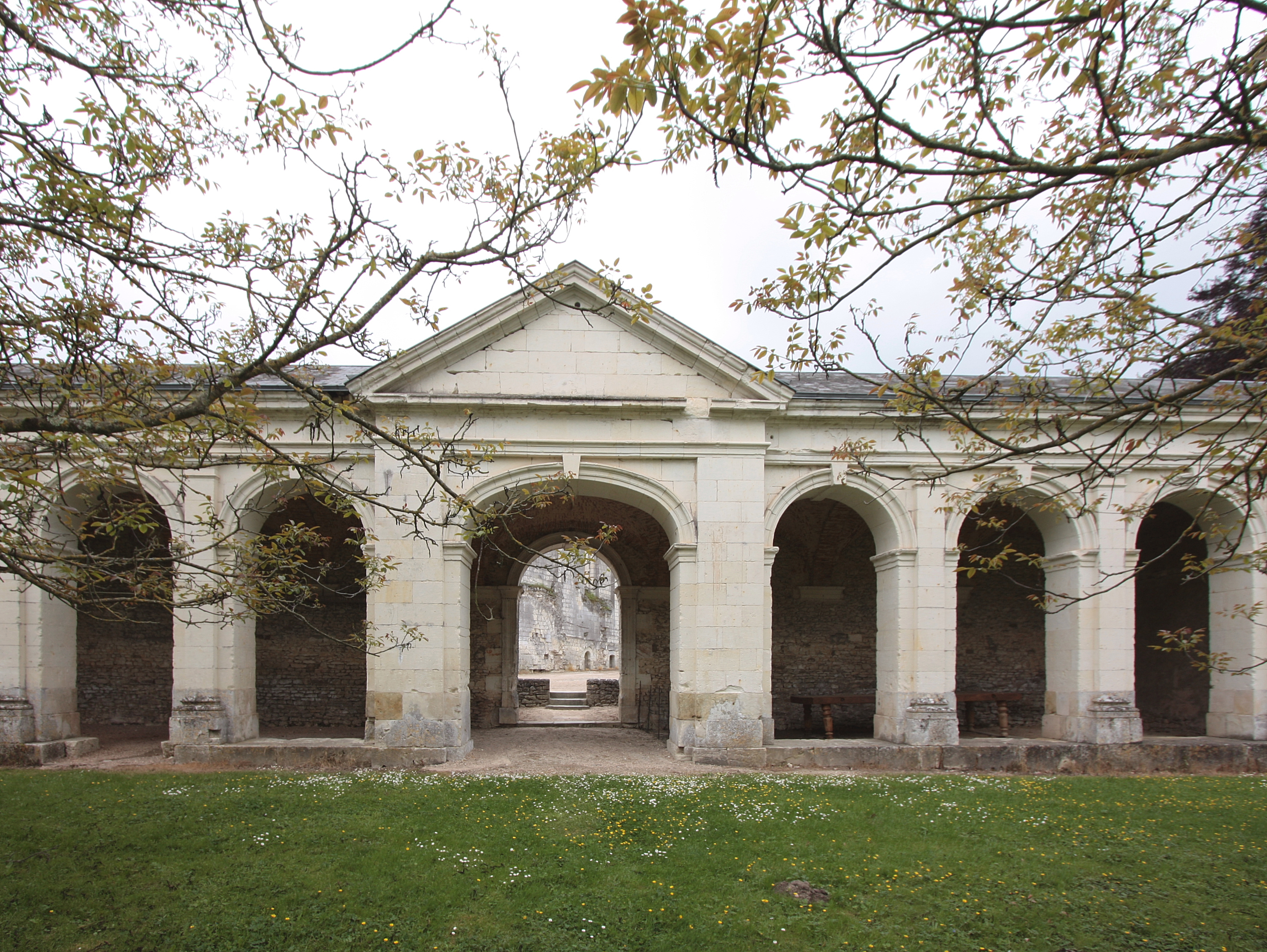
Erhaltener West-Flügel der Klosteranlage

Von der großen, rechteckig angelegten Klosteranlage ist nur noch der West-Flügel des Großen Kreuzganges an der Stirnseite erhalten. An den einzelnen, außen um den Großen Kreuzgang herum angeordneten Zellen, in denen die sogenannten Kreuzgang- bzw. Zellenmönche wohnten, sind noch die Öffnungen in der Wand zu erkennen, die der Kommunikation dienten und durch die den Mönchen ihr Nachtmahl gereicht wurde. Auf der Westseite der Gärten befanden sich Becken, gespeist von dem im Tal unterirdisch nach Nordosten fließenden und die Zellen versorgenden Wasser.
Die Kartause war von einem hohen Mauerring umgeben, mit einem Scharwachtturm an jeder Ecke und einem hohen Wachturm im Nordosten. Diese Befestigung stammte aus der Zeit nach dem Hundertjährigen Krieg und den Religionskriegen, als Liget geplündert und verwüstet worden war.
In der Französischen Revolution fiel die Kartause an den französischen Staat und wurde veräußert. Die Käufer rissen anschließend alle Bauten mit religiösen Charakter ab und verkauften das Baumaterial in der Region. Ähnlich wurde mit dem rund 2.500 ha Land und ein Waldstück umfassenden Grundbesitz des Klosters verfahren.

## Kapelle Saint-Jean

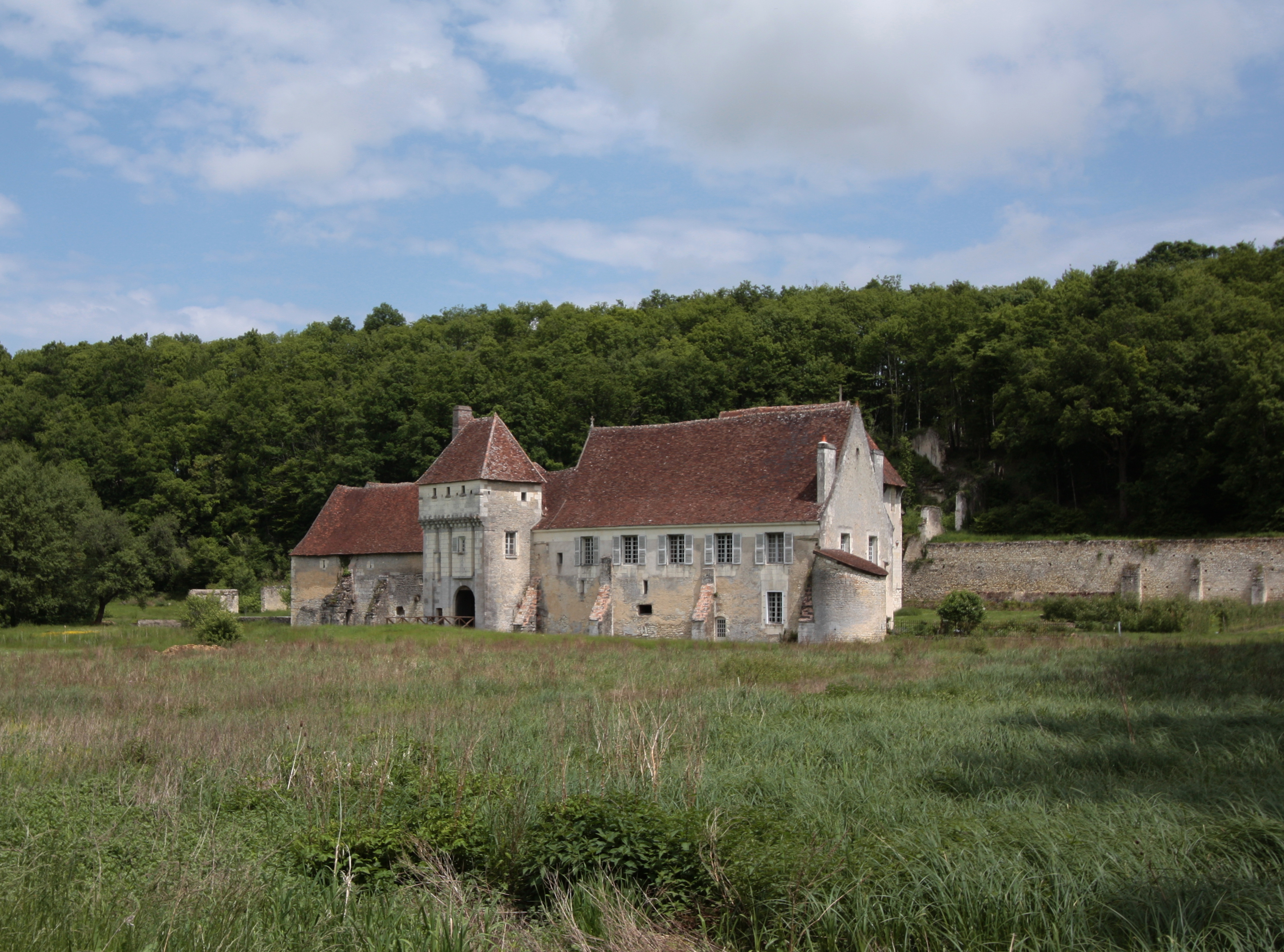
Mittelalterliches Gehöft „La Corroirie“

Ganz in der Nähe der Kartause gibt es noch die Kapelle Saint-Jean. Es ist eine kleine, ungewöhnliche Rotunde aus weißen Quadersteinen, mit Rundbogenfenstern, einem Gesims, das sich um die Fenster verkröpft, einem Rundbogenfries und einem niedrigen Kegeldach. Es ist vermutlich die erste Klosterkapelle des Ortes aus der zweiten Hälfte des 12. Jahrhunderts. Das Besondere an dem äußerlich schmucklosen Bau sind die im Inneren erhaltenen romanischen Fresken. Reproduktionen dieser Werke sind im Palais de Chaillot ausgestellt.

## La Corroirie
Rund einen Kilometer von der Kartause entfernt liegt etwas abseits der Straße das mittelalterliche Gehöft „La Corroirie“. Es gehörte früher zum Kartäuserkloster, und die Mönche bewirtschafteten es. Im 15. Jahrhundert wurde es befestigt; man sieht noch heute deutlich den Torturm mit Zugbrücke und Pechnasen.